# شمشي أدد الثاني
شمشي أدد الثاني هو ملك آشور من القرن 16 ق م، حسب قائمة ملوك آشور ذكرت أنه حكم لمدة 5 سنوات من سنة 1585 إلى سنة 1580 ق م، وذكر بأنه كان يتلقى أوامره من ملوك بابل الكاشيين، تولى الحكم بعده إبنه إشمي داغان الثاني.